# Bengt Höglind
Bengt Höglind, född 29 maj 1962 i Karlstad, är en programledare i Sveriges radio, där han varit verksam sedan 1983.
Han är mest känd som morgonvärd i lokala P4-program. Tidigare aktiv inom skateboardsporten med SM-placeringar i slalom. Också aktiv musiker i coverbandet "Två Ton Tegel".